# Ryo Kiyuna
Ryo Kiyuna (12 juli 1990) is een Japans karateka. 
Kiyuna werd in Tokio olympisch kampioen karate op het onderdeel kata.
Kiyuna werd driemaal wereldkampioen individueel.

## Palmares
Individueel
- 2012 WK: kata
- 2014 WK: kata
- 2016 WK: kata
- 2018 WK: kata
- 2020 OS: kata

Team
- 2016 WK: team kata
- 2018 WK: team kata